# BBC Lifestyle
BBC Lifestyle là một kênh truyền hình quốc tế thuộc sở hữu hoàn toàn của BBC Studios. Kênh cung cấp sáu chuỗi chương trình: Thực phẩm, Gia đình & Thiết kế, Thời trang & Phong cách, Sức khỏe, Nuôi dạy con cái và Phát triển Cá nhân.

## Ngày ra mắt
BBC Lifestyle lần đầu tiên ra mắt tại Singapore trên mio TV vào tháng 7 năm 2007 (nay là trên Singtel TV). Nó cũng có sẵn ở Hồng Kông trên dịch vụ truyền hình now TV, ở Ba Lan trên nền tảng vệ tinh kỹ thuật số Cyfrowy Arlingtonat, nơi nó ra mắt vào tháng 12 năm 2007 và ở Romania vào Digi TV truyền hình cáp kỹ thuật số, ra mắt vào ngày 31 tháng 12 năm 2010. BBC Lifestyle đã có sẵn trên DStv ở Nam Phi và trên OSN ở Trung Đông và Bắc Phi kể từ tháng 9 năm 2008. Kênh cũng đã tiếp tục mở rộng, ra mắt tại các quốc gia như Scandinavi vào tháng 11 năm 2008, nơi nó thay thế BBC Prime trên Canal Digital, Com Hem, Telia Digital -TV và FastTV.
Vào tháng 6 năm 2009, trang hollywoodreporter.com đã trích dẫn việc thiếu người xem trên mio TV của SingTel là lý do khiến British Broadcasting Corporation chấm dứt quyền phát sóng BBC Lifestyle, CBBC, CBeebies và BBC Knowledge dưới sự cho phép của BBC đã đăng ký từ ngày 19 tháng 3 năm 2009 đến ngày 15 tháng 12 năm 2009. BBC đă cung cấp nguồn tín hiệu cho StarHub TV như một đề nghị thay thế. Do đó, BBC Lifestyle hiện đã có trên kênh 432 trên StarHub TV.
BBC Lifestyle ngừng phát sóng ở khu vực Bắc Âu vào Thứ Tư ngày 6 tháng 1 năm 2016

## Chương trình
- Antiques Roadshow
- Baking Made Easy
- Baking Mad With Eric Lanlard
- Bargain Hunt
- Bargain Hunt Famous Finds
- Britain's Dream Homes
- Cash In The Attic
- Celebrity Fantasy Homes
- Coastal Kitchen
- Come Dine With Me
- Come Dine With Me: Supersize
- Daily Cooks Challenge
- DIY SOS
- Extreme Makeover: Home Edition
- French Food At Home
- Gino D'Acampo: An Italian In Mexico
- Glamour Puds
- Gok's Fashion Fix
- Holmes On Homes
- Homes Under The Hammer
- Indian Food Made Easy
- James Martin's Brittany
- MasterChef UK
- MasterChef: The Professionals
- Nigel Slater's Simple Cooking
- New Scandinavian Cooking
- Perfect Day
- Raymond Blanc's Kitchen Secrets
- Sun, Sex and Suspicious Parents
- The Hairy Bikers USA
- The Roux Legacy
- The Good Cook
- The Only Way Is Essex
- What To Eat Now - Summer